# Megali Idea
La Megali Idea (in greco Μεγάλη Ἰδέα, in italiano Grande Idea) fu un concetto del nazionalismo greco che esprimeva la volontà di annettere al nascente Stato ellenico tutti i territori abitati, o presunti tali, da popolazione di etnia greca sotto un unico grande Stato unitario, con Costantinopoli capitale al posto di Atene. Il più delle volte però erano considerati "greci" semplicemente coloro che professavano la fede cristiano-ortodossa. 

Modifiche territoriali della Grecia tra il 1832 e il 1947

L'Idea si riferiva al tentativo di allargare la sovranità del moderno Stato greco nella regione annettendo alcuni dei territori dell'Impero bizantino, l'Anatolia dell'ovest, Cipro e di liberare Costantinopoli, sede del Patriarcato ecumenico, per farne il centro del cristianesimo ortodosso. Il concetto della Megali Idea riconciliava la tradizione ellenistica a quella religioso-ortodossa. Il progetto della Megali Idea comprendeva in modo imperante la "grecizzazione", l'eliminazione o la sostituzione dei popoli annessi alla Grecia.
A partire dall'indipendenza ottenuta nel 1829, la Megali Idea giocò un ruolo di primo piano nella politica estera greca, in primo luogo ad opera del primo ministro costituzionale di origine arumena, Ioannis Kolettis. Il progetto, rimasto un obiettivo politico primario per quasi tutti i governi greci fino al 1922, arrivò quasi a compimento con il trattato di Sèvres, ma fu abbandonato al termine della guerra greco-turca del 1919-1922, con la disfatta militare dei greci. Pur se ideale estremo, essendo alla base della formazione dell'identità greca, è ancora oggi ampiamente diffusa presso i più nazionalisti. 

### Dalle origini alla Prima guerra mondiale

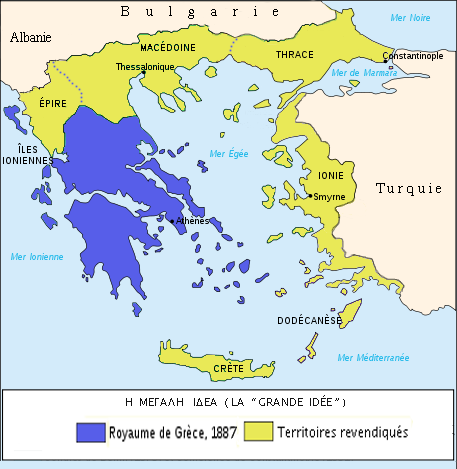
Conferenza di pace di Parigi (1919), proposta greca sull'ampliamento territoriale dello Stato ellenico

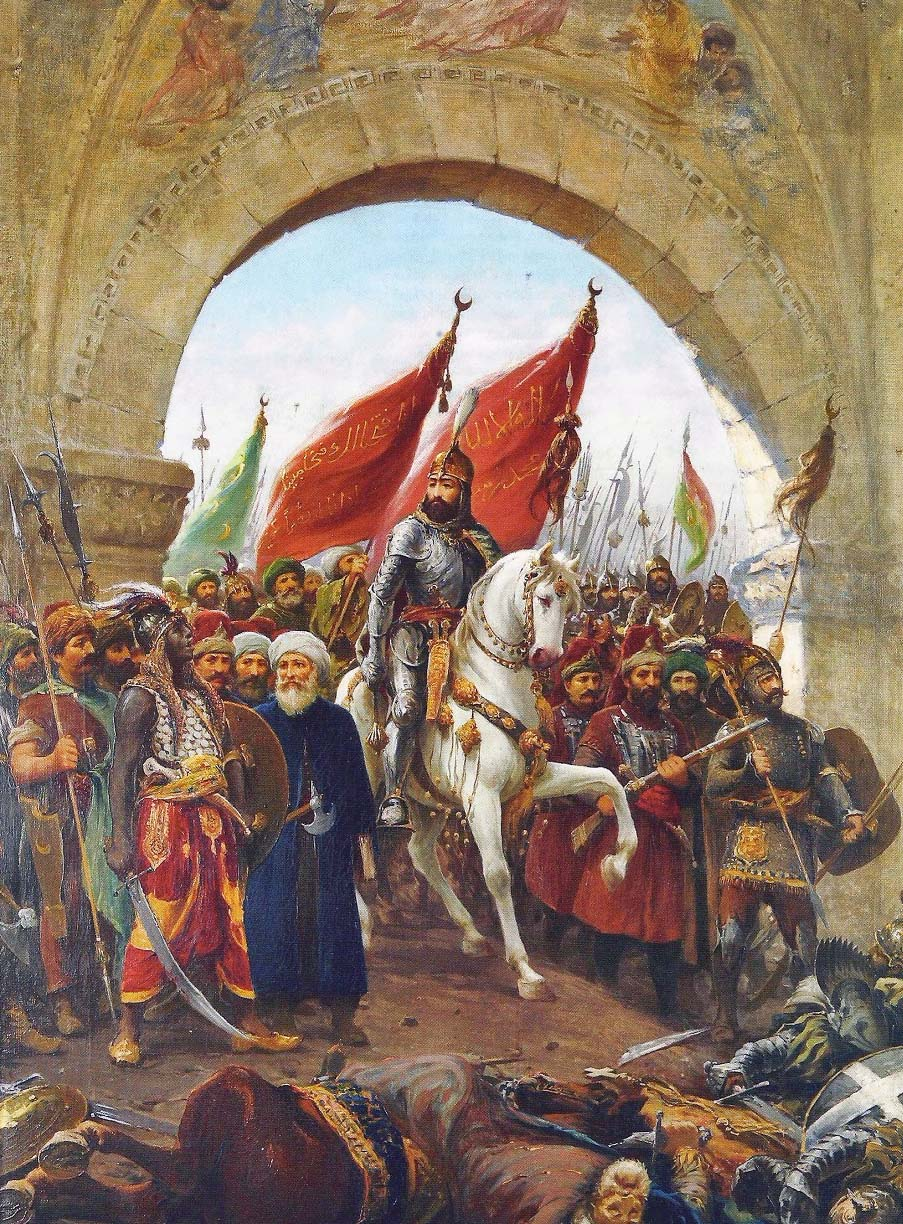
L'ingresso del sultano Mehmed II a Costantinopoli.

## Storia

### Guerra d'Indipendenza Greca
L'espressione ''Megali Idea'' fu coniata dal primo ministro greco di origine valacca Ioannis Kolettis nel 1844 e fu la linea politica seguita da tutti i suoi successori fino alla sconfitta del 1922. Kolettis sostenne che: «il Regno di Grecia non è tutta la Grecia, ma solo una parte, la più piccola e la più povera. Un autoctono non è solo chi vive entro i confini del Regno, ma anche chi vive in qualunque terra collegata alla storia o alla razza greca».

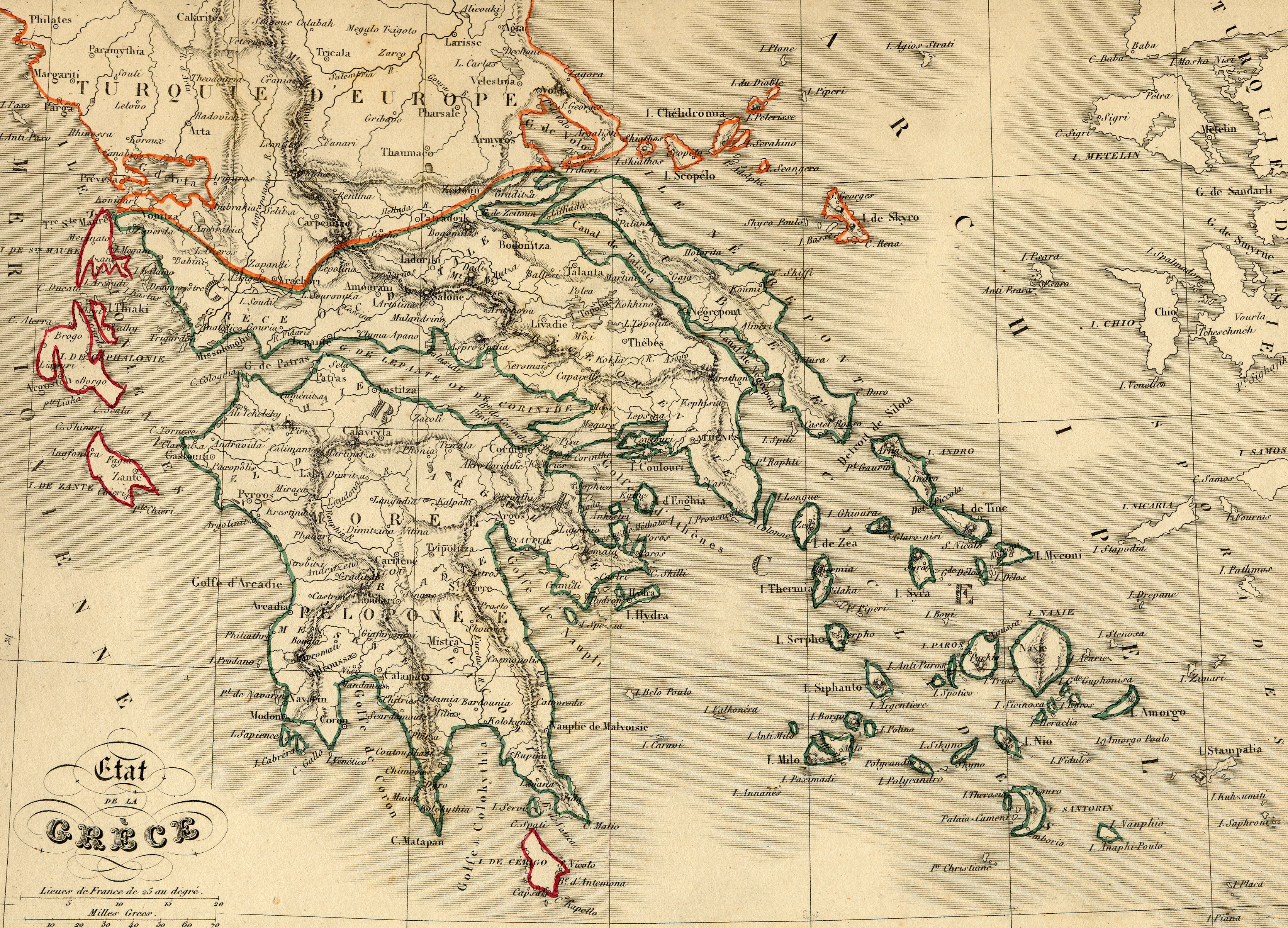
Il Regno greco nel 1831, dopo la sua indipendenza.

Il Regno Unito diede il via alla prima espansione del neo-stato greco donando le isole comprese negli Stati Uniti delle Isole Ionie nel 1864. Al contrario la Russia con la stipulazione della pace di Santo Stefano del 1878 con l'Impero ottomano frustrò le ambizioni geopolitiche greche: la regione della Macedonia, infatti, compresa la parte a maggioranza greca (Macedonia greca), andò al Regno di Bulgaria.

### Dal primo dopoguerra all'abbandono del progetto

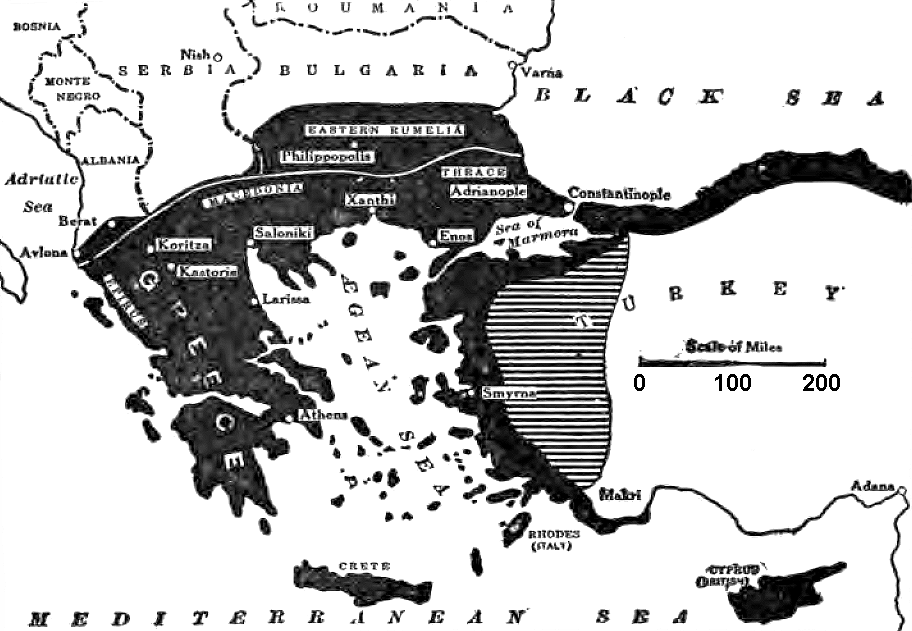
Mappa nazionalistica greca del 1919 che mostra le rivendicazioni territoriali elleniche.

Al termine della prima guerra mondiale, l'Impero ottomano, alleatosi agli Imperi centrali, fu pesantemente sconfitto e fu costretto a firmare l'armistizio di Mudros e ad accettare il Trattato di Sèvres. A seguito della resa turca e dell'occupazione Italiana di Antalia, truppe greche, che avevano combattuto a fianco dell'Intesa, occuparono Smirne, e stabilirono il controllo greco su quest'area il 21 maggio 1919, seguito poi dall'istituzione di un protettorato il 30 luglio 1922. Nello stesso periodo, truppe inglesi, francesi e italiane procedevano all'occupazione di Costantinopoli.

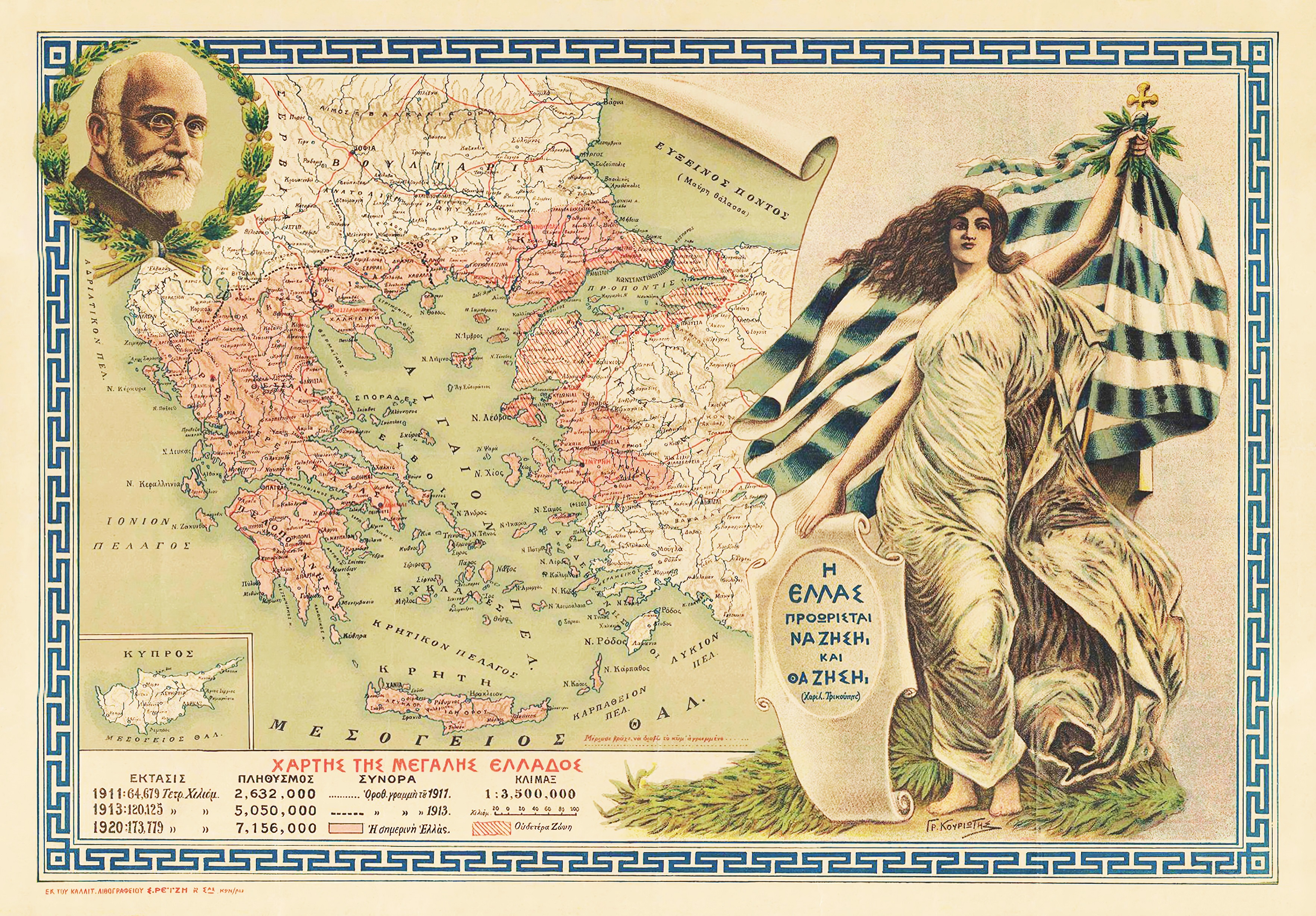
Mappa propagandistica della Megali Hellas («Grande Grecia») dopo il Trattato di Sèvres con la rappresentazione di Eleutherios Venizelos, un sostenitore della Megali Idea

Alla conferenza di pace di Parigi del 1919, il capo del governo greco, Eleutherios Venizelos, fece dunque pressione sugli Alleati per attuare il suo sogno di una "Grande Grecia", che avrebbe compreso l'Epiro settentrionale, la totalità della Tracia e la Ionia, recuperando così alcuni territori già appartenuti all'Impero bizantino. Costantinopoli e gli stretti sarebbero stati internazionalizzati, mentre l'altra regione ottomana abitata da una forte minoranza greca, il Ponto, sarebbe diventata una regione a statuto speciale della neocostituita Repubblica d'Armenia. Al fatto che la Ionia era pur sempre una regione a maggioranza musulmana si sarebbe ovviato concentrando li' le comunità greche della costa anatolica egea e Mediterranea. Si sarebbe ricreato così il "nocciolo duro" dell'antico Impero Bizantino, la grande Grecia "dei cinque mari e dei due continenti".
Il piano di Venizelos si basava su due presupposti: il primo era l'ineluttabilità della dissoluzione dell'impero ottomano, il secondo la costanza dell'appoggio europeo alla Grecia, soprattutto da parte dell'Inghilterra. Entrambi i presupposti si rivelarono tragicamente falsi.
L'occupazione di Smirne nel 1919 da parte della Grecia, il susseguente scoppio della Guerra greco-turca del 1919-1922 e la successiva disfatta militare greca, che portò all'evacuazione di Smirne e della Tracia orientale, causarono la fine del progetto della Megali Idea. Lo scambio di popolazioni su base religiosa avvenuto fra Grecia e Turchia nel 1922 portò alla fine della più che bimillenaria presenza greca in Anatolia. L'atto ufficiale che decretò l'abbandono dell'Idea fu, infine, il Trattato di Losanna del 1923, che determinò i confini attuali tra i due Stati.

## Seguiti
Attualmente, indipendentemente dai movimenti politici che la proposero, la Megali Idea continua a esercitare il suo fascino per opera di lobby nelle zone di confine spesso più povere d’Albania e Macedonia del Nord attraverso la propaganda, l’indottrinamento e la consegna di passaporti.
Il concetto di Megali Idea è ancora in voga tra i più nazionalisti ed è stato ripreso dal partito politico di estrema destra Alba Dorata.